# Christine Bakombo
Christine Bakombo, född 7 augusti 1962, är en friidrottare från Kongo-Kinshasa. Hon deltog vid olympiska sommarspelen 1984, olympiska sommarspelen 1988 och olympiska sommarspelen 1992.